# Проєкт Тайського каналу

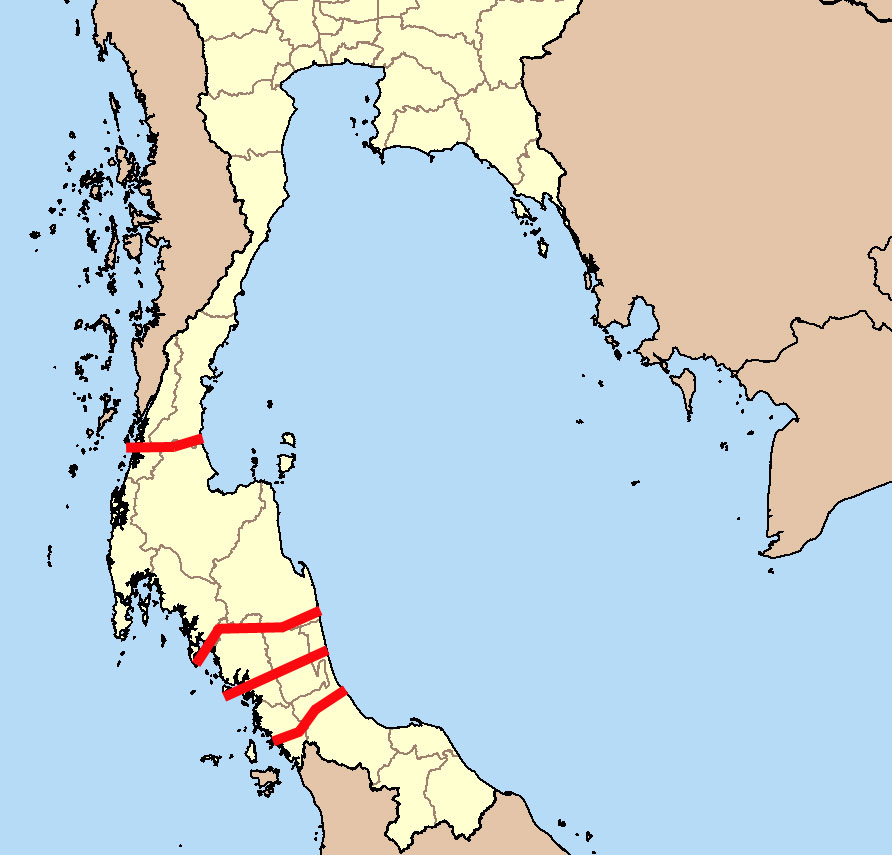
Ймовірні маршрути каналу

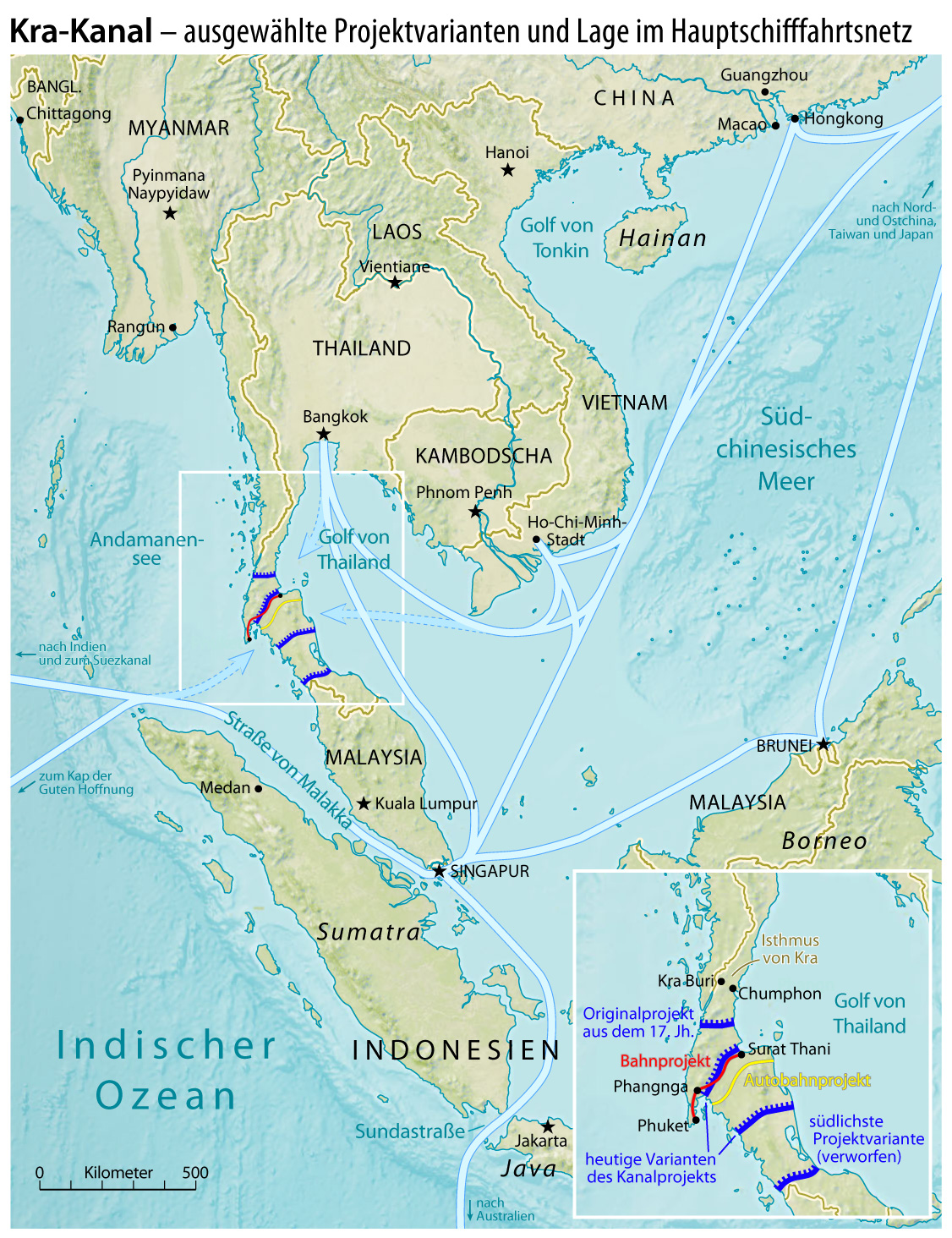

Тайський канал, також відомий як канал через перешийок Кра — планований судноплавний канал через перешийок Кра на півдні Таїланду, основною метою якого буде скорочення морського шляху зі Східної в Південну Азію в обхід Малаккської протоки. Очікується, що, як і у випадках із Панамським і Суецьким каналами, Тайський канал істотно поліпшить транспортні можливості регіону, пропускаючи танкери, і контейнеровози в обхід Малаккської протоки, у якій судна піддаються атакам піратів. Реалізація проєкту стримується великою вартістю й очікуваними екологічними проблемами.

## Географія
Мінімальна ширина перешийка Кра становить 44 км, а висота гірської гряди, що проходить по ньому, становить близько 75 м. Для порівняння: довжина Панамського каналу становить 77 км, а максимальна висота на шляху Гайлард становить 64 м. Панамський канал проходить цю точку на висоті 12 м (дно каналу) і 26 м (висота водної поверхні) над рівнем моря, тобто кораблі піднімаються системою шлюзів до 26 м. Суецький канал має довжину 192 км, але проходить по рівнині.
Довжина каналу за різними варіантами проєкту може складати від 50 до 100 км.

## Історія
Оскільки канал через перешийок Кра значно скоротив би морський шлях навколо півострова Малакка, плани з його спорудження виникли ще в 1677 році, коли король Таїланду Нарай попросив французького інженера де Ламара вивчити можливість з'єднати міста Сонгкхла і Марід (нині М'янма) коротким водним шляхом. Дослідження було проведено, але технології того часу не дозволяли здійснити цей проєкт. У 1793 році ідею підняв молодший брат короля Буддха Йодфа Чулалоке (Рама I), припустивши, що канал спростить перекидання військових кораблів на західне узбережжя. Крім того, на початку XVII століття каналом зацікавилася Британська Ост-Індська компанія. Після загарбання Бірми британцями в 1863 році знову була зроблена спроба вивчення проєкту, що закінчилася безрезультатно. У 1882 році керівник будівництва Суецького каналу Фердинанд де Лессепс приїхав до Таїланду для вивчення проєкту, але не отримав дозволу від короля. У 1897 році між Таїландом і Британською імперією було укладено угоду, за якою Таїланд відмовився від планів з будівництва каналу з метою збереження важливості гавані Сінгапуру.
У XX столітті ідея знову виникала кілька разів, причому на цей раз плановане розташування каналу було перенесено на південь Таїланду — між гаванню Бандон біля міста Сураттхані та містом Пхангнга. У 1985 році японською корпорацією Mitsubishi був запропонований варіант створення каналу за допомогою ядерних вибухів — проєкт мав на увазі використання 20 ядерних зарядів потужністю вдвічі більше використаних при бомбардуванні Хіросіми. За останнім варіантом канал проходитиме через провінції Накхонсітхаммарат і Транг.
У ролі альтернативного варіанту існує також проєкт будівництва залізничного сполучення між обома узбережжями. Розпочата в 1993 році автодорога, шосе 44 (з можливістю розширення до з/д і трубопроводу), є єдиною закінченою частиною проєкту, проте її завершенню (до узбереж вона не доходить) перешкоджає стурбованість питаннями екології.
У 2005 році в газеті «Вошингтон таймс» з'явилася інформація зі звіту для Міністра оборони США, що Китай планує брати участь у будівництві Таїландського каналу в рамках підвищення своєї енергетичної безпеки. За оцінками китайської сторони реалізація проєкту займе 10 років і зажадає залучення 30 тис. робітників і 20—25 млрд американських доларів.